# Tokyo Ska Paradise Orchestra
La Tokyo Ska Paradise Orchestra (東京スカパラダイスオーケストラ, Tōkyō Suka Paradaisu Ōkesutora), sovint abreviat com Skapara, és una banda japonesa de ska fundada l'any 1985 per Asa-Chang. Nascuts a l'escena musical underground japonesa de mitjans del 80, Skapara fan una barreja innovadora de ska amb jazz, funk i rock producte de les influències musicals dels seus membres. La banda ha estat molt influent en la música japonesa actual.
Skapara va començar fent els seus concerts pels carrers i clubs de Tòquio, en ambients undergrounds, però malgrat la dificultat d'aconseguir els seus discs fora del Japó, la banda actualment és reconeguda internacionalment fent concerts multitudinaris i gires tant al Japó com a grans festivals d'Europa i dels Estats Units. Fins i tot, han acompanyat el mític grup The Skatalites al seu US Tour per petició dels mateixos Skatalites.

## Membres

### Actuals
- Nargo (Kimiyoshi Nagoya) a la Trompeta (Membre original)
- Masahiko Kitahara al Trombó (Membre original)
- Tatsuyuki Hiyamuta al Saxòfon Alt, Guitarra (Membre original)
- Gamou al Saxòfon tenor, Saxòfon Soprano (Membre original)
- Atsushi Yanaka al Saxòfon Baríton (Membre original)
- Yuichi Oki als Teclats (Membre original)
- Takashi Kato a la Guitarra (des del 1998)
- Tsuyoshi Kawakami al Baix elèctric (Membre original)
- Hajime Ohmori a la Percussió (des del 1996)
- Kin-ichi Motegi a la Bateria (des del 1999)

## Discografia

### Àlbums d'estudi[4]
- Skapara's Intro (スカパラ登場) - (05/01/1990 Epic Records)
- Tokyo Ska Paradise Orchestra (東京スカパラダイスオーケストラ) - (12/01/1990 Epic Records) Re-issue on Epic Records of the debut 12".
- World Famous (ワールドフェイマス) - (06/21/1991 Epic Records)
- Pioneers - (03/21/1993 Epic Records)
- Fantasia - (04/21/1994 Epic Records)
- Grand Prix - (06/21/1995 Epic Records)
- Tokyo Strut (トーキョーストラット) - (09/02/1996 Epic Records)
- Arkestra - (8/26/1998 Avex Trax)
- Full-Tension Beaters - (07/26/2000 Avex Trax) (07/04/2003 Grover Records)
- Stompin' On Down Beat Alley - (05/22/2002 Cutting Edge)
- High Numbers - (03/05/2003 Cutting Edge)
- Answer - (03/09/2005 Cutting Edge)
- Wild Peace - (6/7/06 Cutting Edge)
- Perfect Future - (3/26/08 Cutting Edge)
- Paradise Blue - (2/4/09 Cutting Edge)
- World Ska Symphony - (3/10/10 Cutting Edge)
- Goldfingers - (Mini-Album 10/27/2010 Cutting Edge)
- Walkin' - (3/21/2012 Avex Entertainment)
- Desire (欲望) - (11/17/2012 Cutting Edge)
- Diamond In Your Heart (*初回出荷分はデジパック仕様) - (07/11/2013)
- Ska Me Forever- (08/13/2014)

### Senzills
- Monster Rock - (04/21/1990 Epic Records)
- Countdown To Glory (栄光へのカウントダウン) - (01/21/1991 Epic Records)
- Hole in One (ホールインワン) - (06/21/1991 Epic Records)
- World Famous Remix - 12/25/1991 Epic Records)
- Burning Scale - (12/02/1992 Epic Records)
- Tiger of Marai (マライの號) - (05/01/1993 Epic Records)
- Gold Rush - (08/21/1993 Epic Records)
- Happening (ハプニング) - (10/23/1993 Epic Records)
- Blue Mermaid (ブルーマーメイド) - (12/12/1993 Epic Records))
- Happy Go Lucky - (09/07/1994 Epic Records)
- Tokyo Deluxe (東京デラックス) - (01/21/1995 Epic Records)
- Watermelon - (04/28/1995 Epic Records)
- Jam - (07/21/1995 Epic Records)
- Rock Monster Strikes Back - (07/21/1996)
- Hurry Up!! - (04/21/1997 Epic Records)
- Does Love Exist? (愛があるかい？) - (04/22/1998 Avex Trax)
- Dear My Sister - (07/08/1998 Avex Trax)
- Hinotama Jive (火の玉ジャイヴ) - (05/12/1999 Avex Trax)
- Devote to the Battle Melody (戦場に捧げるメロディー) - (11/17/1999 Avex Trax)
- Filmmakers Bleed ~Decisive Battle on the Summit~ (フィルムメイカーズ・ブリード～頂上決戦～) - (06/21/2000 Cutting Edge)
- Peeled Orange (めくれたオレンジ) - (08/08/2001 Cutting Edge)
- Great Singing Bird Sky (カナリヤ鳴く空) - (12/12/2001 Cutting Edge)
- Beautiful Burning Forest (美しく燃える森) - (02/14/2002 Cutting Edge)
- The Galaxy and Maze (銀河と迷路) - (02/05/2003 Cutting Edge)
- A Quick Drunkard - (06/04/2003 Cutting Edge)
- Map of the World (世界地図) - (05/25/2004 Cutting Edge)
- Stroke of Fate - (07/08/2004 Cutting Edge)
- Farewell My Friend (さらば友よ) - (2004 Cutting Edge) Limited edition sold only at ANSWER TOUR concert venues
- Tsuioku no Lilac (迫憶のライラック) - (12/14/2005 Cutting Edge)
- The Sapphire Star (サファイアの星) - (02/15/2006 Cutting Edge)
- The Star Spangled Night (星降る夜に) - (05/10/2006 Cutting Edge)
- KinouKyouAshita - (10/07/2009 Cutting Edge)
- Ryusei to Ballade (流星とバラード)- (1/27/2010 Cutting Edge)
- Break into the Light～約束の帽子～／The Sharing Song～トリコのテーマ～（3/16/2011 Cutting Edge）
- Sunny Side of the Street (All Good Ska is One/Twinkle Star~Tayorino Hoshi~) (8/3/2011 Avex)
- Tokyo Ska Paradise Orchestra feat. 10-FEET "Senkou" (閃光　feat.10-FEET)- (12/4/2013 Cutting Edge/Justa Record)
- Tokyo Ska Paradise Orchestra feat. MONGOL800 "Nagare Yuku Sekai No Naka De"(流れゆく世界の中で feat.MONGOL800)- (03/12/2014 Cutting Edge/Justa Record)
- Tokyo Ska Paradise Orchestra feat. Asian Kung-Fu Generation "Wake Up!"- (07/02/2014 Cutting Edge/Justa Records)
- Mekutta Orenji (爆音ラヴソング/めくったオレンジ) - (07/29/2015 Cutting Edge/Justa Records)
- Uso Wo Tsuku Kuchibiru (嘘をつく唇) - (12/09/2015 Cutting Edge/Justa Records)
- Michi Naki Michi, Hankotsu No (道なき道、反骨の) - (06/22/2016 Cutting Edge/Justa Records)